# Steenstrate
Steenstrate ist ein Weiler (gehucht) in der belgischen Provinz Westflandern. Der Wohnplatz erhielt seinen Namen nach der steingepflasterten Straße, die in der Römerzeit Cassel (Nord) im heutigen Frankreich mit Aardenburg in den heutigen Niederlanden verband. Er liegt zwischen Bikschote (Langemark-Poelkapelle) und Zuidschote (heute ein Ortsteil von Ypern).  Die Provinzstraße N369 von Ypern nach Diksmuide überquert hier den Ieperlee-Kanal (Yserkanal). Steenstrate, das bereits auf der Ferraris-Karte von 1770 verzeichnet ist, besteht aus verschiedenen Höfen, dem Café-Restaurant Steenstraete und Gedenkstätten des Ersten Weltkriegs.

## Erster Weltkrieg
Zum Beginn der Zweiten Flandernschlacht fand in Steenstrate am 22. April 1915 der erste deutsche Giftgasangriff statt. Zwischen Steenstrate und Poelkapelle ließ das deutsche Pionierregiment 35 am 22. April 1915 um 18 Uhr innerhalb von fünf Minuten 150 Tonnen Chlorgas aus 6000 Stahlflaschen ab. Eine weißgelbe Giftwolke zog sich auf 6 km Breite gegen die französischen Stellungen. Da Chlorgas schwerer als Luft ist, sank es in die alliierten Gräben und Stellungen. Die Reste des gegenüberliegenden französischen Korps de Mitry mit der 87. sowie der 45. (algerischen) Division flohen. Es gab dort mehrere tausend Mann Verluste, darunter etwa 1500 Tote; die Soldaten hatten keinerlei Gasschutz (z. B. Gasmasken). Es gelang darauf dem deutschen XXIII. Reserve-Korps unter General von Kathen, die alliierte Stellung am Yserkanal ohne gegnerischen Widerstand einzunehmen und drei bis vier Kilometer tief vorzurücken. Die Deutschen hatten allerdings selbst keine Gasmasken, was den weiteren Vorstoß hemmen sollte. Der 51. Reserve-Division gelang die Einnahme von Langemarck, der östliche Yser-Brückenkopf bei Het Sas wurde den Franzosen durch die deutsche 46. Reserve-Division entrissen. Zudem gelang den Deutschen auch die Einnahme der Höhen von Pilkem.
Am 23. April fielen das durch die aus der Reserve nach vorn herangezogene französische 153. Division verteidigte Steenstrate sowie der Ort Lizerne in die Hände des XXIII. Reserve-Korps. Bei Gravenstafel begann die aus der Reserve herangebrachte britische 50. Division sofort mit entlastenden Gegenangriffen. Am 24. April griff auch das deutsche XXVI. Reserve-Korps unter General von Hügel mit der 51. und 52. Reserve-Division energisch in die Schlacht ein und verwickelte die 1. Kanadische Division unter General Edwin Alderson nordwestlich von Ypern bei St. Julien in schwere Kämpfe. Die Schlacht wogte zwischen Broodseinde und Langemarck entscheidungslos hin und her. Da die deutsche Seite versäumt hatte, ausreichend Reserven bereitzustellen, konnte die nördlich Ypern entstandene Frontlücke nicht genutzt werden. Alle späteren deutschen Angriffe wurden zurückgeschlagen.
Am 26. April begann auch die französische Seite unter Führung von General Foch mit Gegenangriffen gegen den rechten deutschen Flügel. Die Deutschen mussten am 27. April das Dorf Lizerne auf dem Westufer des Yser-Kanals wieder räumen und wurden auf die Kanalfront von Drie Grachten bis Het Sas zurückgeworfen, am Ostufer zwischen Bixschoote und Pilkem erstarrte die Front. Die Deutschen beschränkten sich Ende April darauf, die exponierte 1. kanadische sowie die 27. und 28. britische Division westlich Ypern von drei Seiten mit Artillerie zu beschießen. Um dem zu entgehen, wurden diese drei Divisionen vom 1. bis 4. Mai auf eine kürzere Verteidigungslinie vor Ypern zurückgenommen. An den Angriffen beteiligten sich jetzt auch das deutsche XXVII. Reserve-Korps unter Richard von Schubert im Raum Gheluvelt sowie bei Hollebeke das XV. Armee-Korps unter Berthold von Deimling.

## Sehenswürdigkeiten

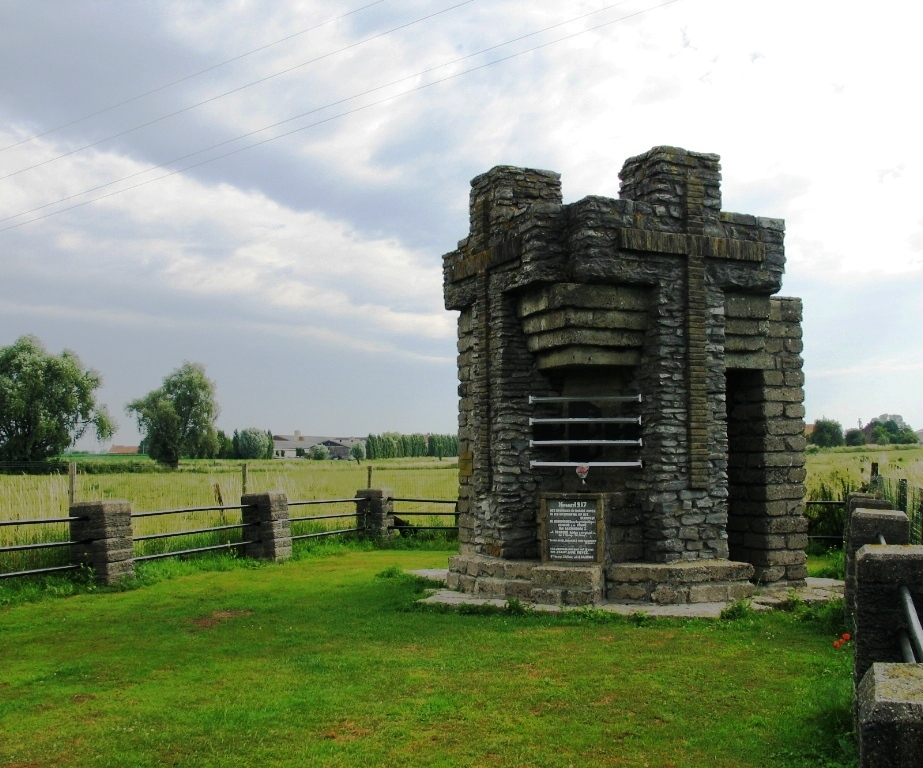
Denkmal für die Gebrüder van Raemdonck

Das bekannteste Monument ist das Denkmal für die Gebrüder Van Raemdonck. Es stammt aus dem Jahr 1933 und wurde von Karel De Bondt entworfen. Jedes Jahr im August veranstalten flämische Rechtsradikale hier die IJzerwake (siehe IJzerbedevaart).
Das Erinneringskreuz für das 3. und 23. Belgische Linieregiment, entworfen von Albert de Ceuninck, wurde 1935 errichtet. 1940 wurde es durch deutsche Truppen zerstört und 1953 wieder aufgerichtet.
Ein anderes Gedenkkreuz erinnert an französische Gefallene. Das Denkmal für die Gefallenen des Gasangriffs, das 1929 nach einem Entwurf des französischen Bildhauers Maxime Real del Sarte errichtet worden war, wurde 1941 von deutschen Truppen gesprengt. An seiner Stelle steht seit 1961 das Versöhnungskreuz von Paul Tournon.

## Persönlichkeiten
- Eduard Kulenkamp, deutscher Richter, hier gefallen als Kompaniechef am 22. April 1915